# Гусев (Белгородская область)
Гу́сев — опустевший хутор в Волоконовском районе Белгородской области России. Входит в состав Грушевского сельского поселения. На 2018 год в Гусеве улиц и переулков не числится.

## Название
Название происходит скорее всего от прозвища, дававшегося человеку обычно за какое-то сходство с животным. Таким образом образовано около четверти всех ойконимов в области.

## География
Хутор расположен в восточной части Белгородской области, примерно в 23 километрах (по шоссе) к юго-западу от районного центра Волоконовки, высота центра селения над уровнем моря — 165 м.

## Население
| 2002 | 2010 |
| ---- | ---- |
| 24   | ↘0   |